# Emblema olimpico
L'emblema olimpico o logo olimpico, è scelto di solito dai comitati locali organizzatori per contrassegnare una singola edizione dell'Olimpiade: il primo logo è apparso nel 1924 per la VIII Olimpiade di Parigi.
L'emblema generalmente combina i cinque cerchi con elementi che rappresentano la città o il paese organizzatore e non deve essere confuso con il Manifesto olimpico: ogni edizione ha anche un manifesto ufficiale, di solito molto diverso dal logo.
Di seguito una lista di emblemi sia per le edizioni estive che per le edizioni invernali dei giochi.

## Giochi olimpici

### Estivi
| Anno | Edizione                      | Logo | Città             | Paese            | Disegnatore                                                                                                 |
| ---- | ----------------------------- | ---- | ----------------- | ---------------- | --- |
| 1896 | Giochi della I Olimpiade      |      | Atene             | Grecia           | |
| 1900 | Giochi della II Olimpiade     |      | Parigi            | Francia          | |
| 1904 | Giochi della III Olimpiade    |      | Saint Louis       | Stati Uniti      | |
| 1908 | Giochi della IV Olimpiade     |      | Londra            | Regno Unito      | |
| 1912 | Giochi della V Olimpiade      |      | Stoccolma         | Svezia           | |
| 1916 | Giochi della VI Olimpiade     | -    | Berlino           | Germania         | |
| 1920 | Giochi della VII Olimpiade    |      | Anversa           | Belgio           | |
| 1924 | Giochi della VIII Olimpiade   |      | Parigi            | Francia          | |
| 1928 | Giochi della IX Olimpiade     |      | Amsterdam         | Paesi Bassi      | Witold Gordon                                                                                               |
| 1932 | Giochi della X Olimpiade      |      | Los Angeles       | Stati Uniti      | Hugo Ballin                                                                                                 |
| 1936 | Giochi della XI Olimpiade     |      | Berlino           | Germania         | Johannes Boehland                                                                                           |
| 1940 | Giochi della XII Olimpiade    | -    | Tokyo             | Giappone         | |
| 1940 | Giochi della XII Olimpiade    | -    | Helsinki          | Finlandia        | |
| 1944 | Giochi della XIII Olimpiade   | -    | Londra            | Regno Unito      | |
| 1948 | Giochi della XIV Olimpiade    |      | Londra            | Regno Unito      | |
| 1952 | Giochi della XV Olimpiade     |      | Helsinki          | Finlandia        | |
| 1956 | Giochi della XVI Olimpiade    |      | Melbourne         | Australia        | |
| 1960 | Giochi della XVII Olimpiade   |      | Roma              | Italia           | Armando Testa                                                                                               |
| 1964 | Giochi della XVIII Olimpiade  |      | Tokyo             | Giappone         | Yusaku Kamekura                                                                                             |
| 1968 | Giochi della XIX Olimpiade    |      | Città del Messico | Messico          | Pedro Ramírez Vázquez, Eduardo Terrazas e Lance Wyman                                                       |
| 1972 | Giochi della XX Olimpiade     |      | Monaco di Baviera | Germania Ovest   | Otl Aicher                                                                                                  |
| 1976 | Giochi della XXI Olimpiade    |      | Montréal          | Canada           | Georges Huel                                                                                                |
| 1980 | Giochi della XXII Olimpiade   |      | Mosca             | Unione Sovietica | Vladimir Arsentyev                                                                                          |
| 1984 | Giochi della XXIII Olimpiade  |      | Los Angeles       | Stati Uniti      | Robert Miles Runyan                                                                                         |
| 1988 | Giochi della XXIV Olimpiade   |      | Seul              | Corea del Sud    | Yang Sung Chun                                                                                              |
| 1992 | Giochi della XXV Olimpiade    |      | Barcellona        | Spagna           | Josep Maria Trias                                                                                           |
| 1996 | Giochi della XXVI Olimpiade   |      | Atlanta           | Stati Uniti      | Landor Associates                                                                                           |
| 2000 | Giochi della XXVII Olimpiade  |      | Sydney            | Australia        | FHA Image Design                                                                                            |
| 2004 | Giochi della XXVIII Olimpiade |      | Atene             | Grecia           | Red Design Consultants e Wolff Olins                                                                        |
| 2008 | Giochi della XXIX Olimpiade   |      | Pechino           | Cina             | Beijing Armstrong Visual Identity Corp                                                                      |
| 2012 | Giochi della XXX Olimpiade    |      | Londra            | Regno Unito      | Wolff Olins                                                                                                 |
| 2016 | Giochi della XXXI Olimpiade   |      | Rio de Janeiro    | Brasile          | Tátil Design                                                                                                |
| 2020 | Giochi della XXXII Olimpiade  |      | Tokyo             | Giappone         | Asao Tokolo                                                                                                 |
| 2024 | Giochi della XXXIII Olimpiade |      | Parigi            | Francia          | Royalties ed Ecobranding                                                                                    |
| 2028 | Giochi della XXXIV Olimpiade  |      | Los Angeles       | Stati Uniti      | Vari (Works Collective, Stink Studios, Media Monks, Cashmere Agency, Giant Spoon, Clàrus, Nike Design Team) |

### Invernali
| Anno | Edizione                        | Logo | Città                      | Paese         | Disegnatore                    |
| ---- | ------------------------------- | ---- | -------------------------- | ------------- | ------------------------------ |
| 1924 | I Giochi olimpici invernali     |      | Chamonix-Mont-Blanc        | Francia       |                                |
| 1928 | II Giochi olimpici invernali    |      | Sankt Moritz               | Svizzera      |                                |
| 1932 | III Giochi olimpici invernali   |      | Lake Placid                | Stati Uniti   | Witold Gordon                  |
| 1936 | IV Giochi olimpici invernali    |      | Garmisch-Partenkirchen     | Germania      | Fritz Uhlich                   |
| 1940 | V Giochi olimpici invernali     | -    | Sapporo                    | Giappone      |                                |
| 1940 | V Giochi olimpici invernali     | -    | Sankt Moritz               | Svizzera      |                                |
| 1940 | V Giochi olimpici invernali     | -    | Garmisch-Partenkirchen     | Germania      |                                |
| 1944 | VI Giochi olimpici invernali    | -    | Cortina d'Ampezzo          | Italia        |                                |
| 1948 | V Giochi olimpici invernali     |      | Sankt Moritz               | Svizzera      |                                |
| 1952 | VI Giochi olimpici invernali    |      | Oslo                       | Norvegia      | Gunnar Furuholmen              |
| 1956 | VII Giochi olimpici invernali   |      | Cortina d'Ampezzo          | Italia        | Franco Rondinelli              |
| 1960 | VIII Giochi olimpici invernali  |      | Squaw Valley               | Stati Uniti   | Knolling Advertising Agency    |
| 1964 | IX Giochi olimpici invernali    |      | Innsbruck                  | Austria       | Arthur Zelger                  |
| 1968 | X Giochi olimpici invernali     |      | Grenoble                   | Francia       | Roger Excoffon                 |
| 1972 | XI Giochi olimpici invernali    |      | Sapporo                    | Giappone      | Kazumasa Nagai                 |
| 1976 | XII Giochi olimpici invernali   |      | Innsbruck                  | Austria       | Arthur Zelger                  |
| 1980 | XIII Giochi olimpici invernali  |      | Lake Placid                | Stati Uniti   | Robert Whitney                 |
| 1984 | XIV Giochi olimpici invernali   |      | Sarajevo                   | Jugoslavia    | Miroslav Roko Antonic          |
| 1988 | XV Giochi olimpici invernali    |      | Calgary                    | Canada        | Gary Pampa                     |
| 1992 | XVI Giochi olimpici invernali   |      | Albertville                | Francia       | Bruno Quentin                  |
| 1994 | XVII Giochi olimpici invernali  |      | Lillehammer                | Norvegia      | Engen & Harlem                 |
| 1998 | XVIII Giochi olimpici invernali |      | Nagano                     | Giappone      | Landor Associates              |
| 2002 | XIX Giochi olimpici invernali   |      | Salt Lake City             | Stati Uniti   | Landor Associates e EvansGroup |
| 2006 | XX Giochi olimpici invernali    |      | Torino                     | Italia        | Benincasa-Husmann              |
| 2010 | XXI Giochi olimpici invernali   |      | Vancouver                  | Canada        | Elena Rivera MacGregor         |
| 2014 | XXII Giochi olimpici invernali  |      | Soči                       | Russia        | Interbrand                     |
| 2018 | XXIII Giochi olimpici invernali |      | Pyeongchang                | Corea del Sud | Jong-joo Ha                    |
| 2022 | XXIV Giochi olimpici invernali  |      | Pechino                    | Cina          | Lin Cunzhen                    |
| 2026 | XXV Giochi olimpici invernali   |      | Milano e Cortina d'Ampezzo | Italia        | Landor Associates              |

## Giochi olimpici giovanili

### Estivi
| Anno | Edizione                             | Logo | Città        | Paese     | Disegnatore |
| ---- | ------------------------------------ | ---- | ------------ | --------- | ----------- |
| 2010 | I Giochi olimpici giovanili estivi   |      | Singapore    | Singapore |             |
| 2014 | II Giochi olimpici giovanili estivi  |      | Nanchino     | Cina      |             |
| 2018 | III Giochi olimpici giovanili estivi |      | Buenos Aires | Argentina |             |
| 2026 | IV Giochi olimpici giovanili estivi  |      | Dakar        | Senegal   |             |

### Invernali
| Anno | Edizione                                | Logo | Città       | Paese         | Disegnatore |
| ---- | --------------------------------------- | ---- | ----------- | ------------- | ----------- |
| 2012 | I Giochi olimpici giovanili invernali   |      | Innsbruck   | Austria       |             |
| 2016 | II Giochi olimpici giovanili invernali  |      | Lillehammer | Norvegia      |             |
| 2020 | III Giochi olimpici giovanili invernali |      | Losanna     | Svizzera      |             |
| 2024 | IV Giochi olimpici giovanili invernali  |      | Gangwon     | Corea del Sud |             |